# Fraita
Fraita ou Fraïta (em árabe: الفرائطة), é uma comuna rural do centro-sul de Marrocos, criada em 1960 e que faz parte da província de El Kelaa des Sraghna, da região de Marraquexe-Safim e do circulo de Laattaouia. Em 2014 tinha 11 298, distribuídos por 78 km².

Situa-se 22 km a sudeste da cidade de El Kelaa des Sraghna e 94 km a nordeste de Marraquexe (distâncias por estrada). Junto à vila passam os uádis To-Akhedhar e Tassaout.

Localização da comuna
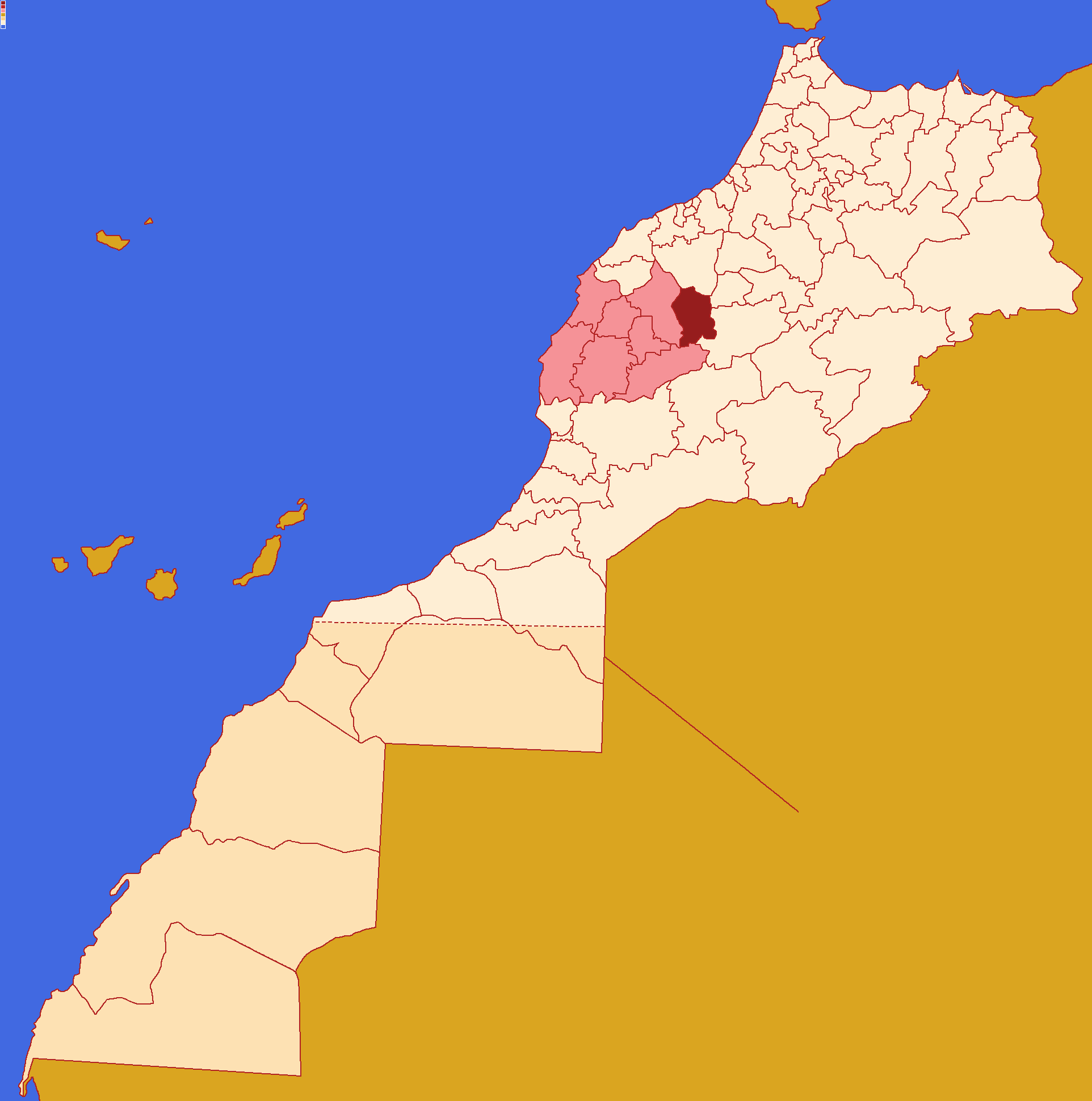
Em Marrocos
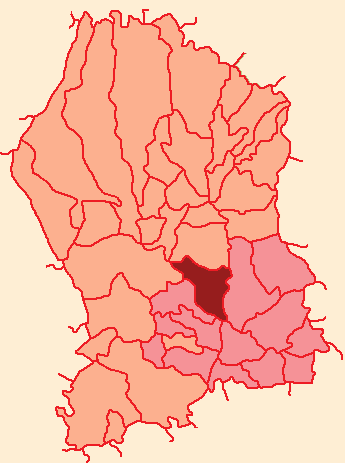
Na província

## Demografia
A evolução demográfica da comuna foi a seguinte:
| Censo de:  | 2004   | 2014   |
| ---------- | ------ | ------ |
| Habitantes | 10 555 | 11 298 |